# Galisteo
Galisteo és un municipi de la província de Càceres, a la comunitat autònoma d'Extremadura (Espanya).
Alagón del Río, un poble fundat en la dècada de 1950 per l'Institut Nacional de Colonització dins dels límits municipals de Galisteo, es va convertir en un municipi separat en 2009.